# Lillian Lawrence
Lillian Lawrence (née le 17 février 1868, morte le 7 mai 1926) est une actrice américaine de théâtre et du cinéma muet.
Sa fille Ethel Grey Terry était également actrice.

## Filmographie partielle
- 1915 : The Galley Slave
- 1919 : La Princesse Laone (A Fallen Idol) de Kenean Buel : Mrs. Parrish
- 1919 : Love and the Woman de Tefft Johnson
- 1920 : Black Is White de Charles Giblyn : Mrs. Desmond
- 1922 : East Is West de Sidney Franklin : Mrs. Benson
- 1922 : White Shoulders de Tom Forman : Mrs. Pitman, mère de Virginia
- 1923 : Fashionable Fakers
- 1923 : L'Escapade (Crinoline and Romance) de Harry Beaumont
- 1923 : Les Trois Âges (Three Ages) de Buster Keaton et Edward F. Cline : la mère de la jeune fille
- 1923 : The Voice from the Minaret de Frank Lloyd : Lady Gilbert
- 1925 : Stella Maris de Charles Brabin
- 1927 : Sensation Seekers
- 1928 : Mirages (Show People) de King Vidor : une comédienne au banquet